# Claudia Florio
Claudia Florio (* 12. Januar 1951 in Ancona) ist eine italienische Filmregisseurin und Drehbuchautorin.

## Leben
Florio studierte Sprachwissenschaften und arbeitete als Dolmetscherin, während sie Kurse für Schauspieler beim Actors Studio bzw. Drehbuchschreiben bei Robert Mackee besuchte. Zu ihren Aufgaben im Filmbereich zählten in den 1970er Jahren Mitarbeiten bei Übersetzungen sowie Schnittfassungen für Leinwand und Fernsehen. Dann inszenierte sie eine erkleckliche Anzahl von Kurz- und Dokumentarfilmen wie Il pittore e il marnaio, Malesh oder Dalla parte del cittadino.
Nach Aufgaben als Regieassistentin debütierte Florio 1983 mit dem beim Festival Taormina uraufgeführten Ochhei, occhei, dem erst 1999 ihr zweiter Film folgte. La regina degli scacchi aus dem Jahr 2001 stellt ihren bislang letzten Kinobeitrag dar.

## Filmografie (Auswahl)
- 1983: Occhei, occhei
- 1999: Il gioco
- 2001: La regina degli scacchi